# آقحصار (أديامان)
آقحصار (بالكردية: Axsar‏) (بالتركية: Akhisar)‏ هي تتبع إداريّاً لمديرية أديامان في محافظة أديامان التركية الواقعة في جنوب شرق الأناضول. وبلغ عدد سكانها 79 نسمة في عام 2021.